# Europica – Part Two
Az Europica – Part Two a Kárpátia tagjai által alapított Europica zenekar 2024.09.06-án megjelent nemzeti rock válogatásalbuma, melyen angol nyelvű feldolgozások lesznek találhatóak.

## Dallista
1. Faith in the Ancient Virtue (Bizalmam az ősi erényben) – FABIO LIONE
2. Strong Hand Worrying Face (Jó lenne) – RALF SCHEEPERS
3. Dry Leaf (Szélsodort száraz levél) – BJÖRN LODIN
4. Alarm (Trombitaszó) – TOMEK HORYTNICA
5. Heroes (Hősök) – VÉRTES ATTILA
6. Friend Or A Foe (Barát, vagy ellenség) – RALF SCHEEPERS
7. Man's Tears (Férfikönnyek) – FABIO LIONE
8. Fire Follows In His Steps (Már nem ember, még nem állat) – BJÖRN LODIN
9. Quiet Is The River (Csendes a Don) – TOMEK HORYTNICA
10. I Was Born A Fighter (Magyarnak születtem) – VÉRTES ATTILA

## Dalokban közreműködtek
- Fabio Lione (Rhapsody Of Fire, Kamelot, Angra ) – ének
- Ralf Scheepers (Gamma Ray, Primal Fear) – ének
- Björn Lodin (Six Feet Under, Baltimoore, Lars Eric Mattsson, Hard) – ének
- Tomek Horytnica (Horytnica ) – ének
- Vértes Attila (Dance, XL Sisters) – ének

- Szabó Sipos Barnabás - próza
- Bergics András - duda
- Méhes Víd (Hydra) - vokál
- Hajdú Szabolcs - vokál
- Pólik Sándor - vokál
- Tóth Koppány - vokál

- Bäck Zoltán (Kárpátia) – gitár
- Sipos Barnabás (Kárpátia) – gitár
- Galántai Gábor (Kárpátia) – billentyűs hangszerek
- Petrás János (Kárpátia) – basszusgitár
- Bankó Attila (Kárpátia) – dob
- Garamvölgyi-Bene Beáta (Kárpátia) – furulya